# Grönländskspråkiga Wikipedia
Grönländskspråkiga Wikipedia är en språkvariant av Wikipedia på grönländska. I januari 2015 fanns 1 616 artiklar.
I augusti 2019 hade antalet artiklar endast ökat till 1 672 artiklar vilket placerade den på plats 234 bland Wikipediorna. Den har för närvarande 242 artiklar.